# Nick Cave
Nicholas Edward Cave (Warracknabeal, Victoria, 22 de septiembre de 1957), más conocido como Nick Cave, es un músico, escritor y actor australiano. Es famoso especialmente por su trabajo con el grupo Nick Cave and the Bad Seeds, fundado en 1983 con una mezcla diversa de influencias y estilos musicales. Antes de The Bad Seeds, Cave perteneció al grupo The Birthday Party (también conocidos como The Boys Next Door), conocido por su rock gótico, sus letras desafiantes y un sonido violento influido por el free jazz, el blues y el post-punk. En 2006 formó con Warren Ellis Grinderman un grupo paralelo a The Bad Seeds que publicó su primer álbum al año siguiente.
Con una larga trayectoria que comenzó a principios de los años setenta, su música se caracteriza por un lirismo oscuro, pero también por un interés hacia lo violento y lo erótico, con influencia de grupos y compositores como Tom Waits, PJ Harvey, Leonard Cohen o bluesmen como Robert Johnson, dentro de una estética bohemia y urbana. Tras su inclusión en el ARIA Hall of Fame, el presidente del comité Ed St. John dijo sobre el músico: «Cave ha disfrutado -y continúa disfrutando- de una de las carreras más extraordinarias de la música popular. Es un artista australiano como Sidney Nolan: por encima de comparaciones, de géneros y de disputas».

## Biografía

### La juventud de Nick Cave
Warracknabeal es un pueblo pequeño en el estado australiano de Victoria. Nick Cave tiene dos hermanos mayores y una hermana menor: Timothy Cave, Peter Cave y Julie Cave. Desde pequeño se mudó a Wangaratta, Australia. Su padre, Colin Cave, era profesor de literatura y su madre, Dawn, era bibliotecaria. Sus padres practicaban el cristianismo anglicano, y la familia acudía a la catedral de Wangaratta, donde el pequeño Nick Cave cantaba como parte del coro infantil. El joven Cave tenía problemas con las autoridades escolares de su escuela, lo que le procuró en 1970 que sus padres lo enviaran a la Escuela Caulfield Grammar en Melbourne, Australia. Ahí se unió al coro de la escuela y practicó el piano. En 1971 su familia se mudó con él a Melbourne.
Después de su educación secundaria Nick Cave estudió pintura en el Instituto Tecnológico de Caulfield de 1976 a 1977. Cerca de estas fechas iniciaría su consumo de heroína. Su padre murió en un accidente automovilístico cuando Nick tenía 19 años.

### Sus inicios musicales
En 1973 Cave conoció en Caulfield Grammar a Mick Harvey, Tracy Pew y Phill Calvert, respectivamente el guitarrista, bajista y baterista de lo que sería su primera banda. Mientras eran estudiantes, su repertorio se componía de interpretaciones de música de Lou Reed, David Bowie, Alice Cooper, Roxy Music y Alex Harvey con un giro proto-punk. Después de dejar la escuela en 1977 bautizaron su banda con el nombre The Boys Next Door y comenzaron a tocar y cantar material original. Rowland S. Howard se unió a la banda en 1978 como guitarrista.
Desde 1977 hasta su disolución en 1980 la banda The Boys Next Door exploró con diversas variantes del punk: desde riffs inspirados en los de Ramones hasta una renovada ola de inspiración en David Bowie y una especie de expresionismo post-punk (véase la banda Pere Ubu) para terminar en una mezcla de escandaloso performance, ruido y art-rock.
The Boys Next Door formaron parte de la escena post-punk de Melbourne de finales de los setenta y tocaron en varios conciertos en vivo por toda Australia hasta que en 1980 cambiaron el nombre de la banda a The Birthday Party y se mudaron a Londres y después a Alemania Federal. La cantautora Anita Lane, pareja sentimental de Nick Cave, los acompañó a Londres. La banda ganó una notoria reputación gracias a las letras provocativas de Cave y a sus escandalosas actuaciones en vivo.
Después de cultivar un estatus de culto en Australia y Europa, The Birthday Party se desintegró en 1984. Rowland S. Howard y Nick Cave encontraron dificultades para seguir trabajando juntos, ambos se encontraban exhaustos por el abuso de alcohol y drogas.

### The Bad Seeds

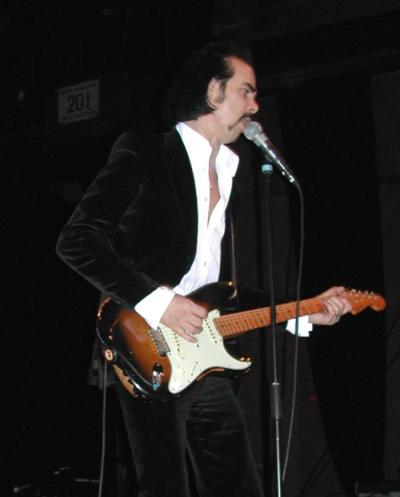
Cave en 2006.

Nick Cave y Mick Harvey formaron el primer ensamble de Nick Cave & The Bad Seeds. Nick Cave comenzó a escribir letras más líricas y narrativas, en contraste con el expresionismo que usó en sus proyectos anteriores. The Bad Seeds fue concebido como un ensamble de músicos internacionales: el guitarrista Blixa Bargeld (de la banda Einstürzende Neubauten), era alemán, el bajista Barry Adamson era inglés y el guitarrista Hugo Race era australiano. También Anita Lane escribió canciones para The Bad Seeds. Esta alineación grabó el álbum debut de la banda: From Her to Eternity, el cual fue lanzado en 1984.
Cave se separó de Anita Lane a mediados de la década de los ochenta y comenzó una relación con Elisabeth Recker. Durante la estancia de la banda en Berlín, se lanzaron cuatro álbumes: The Firstborn Is Dead, Kicking Against the Pricks, Your Funeral... My Trial y Tender Prey.
Mientras vivía en Berlín Oeste, Cave comenzó a trabajar en su novela debut: And the Ass Saw the Angel (1989). Existe una significativa interrelación entre su novela y las letras que Cave escribió para las últimas canciones de The Birthday Party y las etapas tempranas de su carrera con The Bad Seeds.
Después de terminar And the Ass Saw the Angel, Cave dejó Berlín Oeste poco después de la caída del muro de Berlín y se mudó a São Paulo, Brasil, donde conoció a Viviane Carneiro. Los dos tienen un hijo llamado Luke (nació en 1991). La pareja nunca contrajo matrimonio. Cave tiene otro hijo, Jethro, también nacido en 1991; este vive con su madre , Beau Lazenby, en Australia. .
Fue en Brasil donde grabó, en 1990, su álbum The Good Son, una de las cumbres de su carrera. Este disco, lírico, orquestal, y carente de la furia y el desgarro anteriores, supuso el definitivo divorcio entre Cave y cierto sector de su público.
En 1992 su banda lanza Henry's Dream, disco producido por David Briggs. En 1993, Cave dejó Brasil y se mudó a Londres, Inglaterra. Ese mismo año se publica un álbum en vivo, Live Seeds, grabado durante la gira de presentación de Henry's Dream. Un año después aparece su siguiente álbum, Let Love In, uno de sus discos mejor recibidos tanto por la crítica como por el público.

Murder Ballads, de 1996, es una colección de canciones sobre asesinatos. El álbum incluye «Henry Lee», un dueto con la cantante británica PJ Harvey (con quien tuvo una breve relación amorosa), y «Where the Wild Roses Grow», un dueto con Kylie Minogue (quien también fue su novia). Esta última canción fue un éxito popular en Australia, donde le procuró a la banda tres premios ARIA, incluyendo "Canción del año".
El siguiente álbum, The Boatman's Call (1997), Nick Cave se desvía de las narrativas genéricas y violentas de su pasado como compositor hacia canciones con una letra biográfica y confesional sobre sus relaciones con Carneiro y PJ Harvey. Este fue también el primer álbum que se centraría en su mayor parte en el piano, tocado por Cave.
Después de The Boatman's Call tomó un descanso para recuperarse de la adicción a la heroína y el alcohol que lo atribulaba desde hacía veinte años. Durante este período conoció a su pareja actual, la modelo británica Susie Bick. Se casaron en 1999, y en el año 2000 tuvieron una pareja de gemelos, Arthur y Earl Cave.
 Completamente recuperado, Cave resurgió con el complejo, melancólico y altamente elogiado álbum No More Shall We Part que lanzó con su banda en 2001.
Después del lanzamiento del álbum Nocturama (2003), Blixa Bargeld anunció su retiro de la banda, dejando a Mick Harvey como el único miembro original de The Bad Seeds, aparte del mismo Nick Cave. Sin embargo, el siguiente año la banda sacó su primer disco doble: Abattoir Blues/The Lyre of Orpheus, que tuvo gran aceptación entre los críticos.
En 2005 Nick Cave & the Bad Seeds lanzó B-Sides & Rarities, una colección de 56 canciones en tres discos, incluyendo piezas poco conocidas, "lados B" y canciones que aparecieron en bandas sonoras de películas.
Después de grabar un disco bajo el nombre de Grinderman en 2007 (una banda formada junto a otros 3 de los Bad Seeds, donde exploraba el rock y el blues más primitivo, cercano en ocasiones a la música que los Bad Seeds hacían en su primera época), en 2008 Nick Cave vuelve a grabar con todos los Bad Seeds un disco, llamado Dig, Lazarus, dig!!!, que bebe de las influencias de Grinderman.
Nick Cave había anunciado que el título de su próximo álbum de estudio era Carnage. La noticia fue revelada por el cantautor al final de la última entrega de su serie de preguntas y respuestas en curso, Red Hand Files. Como siempre, el nuevo álbum se está grabando con Warren Ellis, colaborador de Bad Seeds desde hace mucho tiempo.

Carnage (estilizado en mayúsculas) es un álbum de estudio de 2021 de Nick Cave y Warren Ellis. Es su primer álbum de larga duración sin banda sonora lanzado como dúo. Fue grabado durante el encierro de COVID-19. Carnage se lanzó digitalmente el 25 de febrero de 2021 y será lanzado en formato CD y vinilo el 28 de mayo de 2021 por Goliath Records.

### Otras obras
Cave dio a conocer su primer libro, King Ink, en 1988. Este libro es una colección de letras de canciones y breves obras teatrales, incluyendo colaboraciones con la enfant terrible estadounidense Lydia Lunch.
Aparte de su rol con The Bad Seeds, Nick Cave ha desarrollado una carrera como solista, tocando en vivo su piano, acompañado por un trío de bajo, percusión y violín formado por una alineación fluctuante. Actualmente este trío está formado por Martyn P. Casey, Jim Sclavunos y Warren Ellis.

### Colaboraciones

#### Con Shane McGowan
En 1992 Shane MacGowan, líder de la banda irlandesa The Pogues grabó y lanzó What a Wonderful World, un disco sencillo que incluye la homónima "What a Wonderful World", una versión de la canción popularizada por Louis Armstrong y, como "cara B" la canción original de The Pogues "A Rainy Night in Soho", cantada por Nick Cave. También en este álbum Shane MacGowan canta "Lucy", de Nick Cave & The Bad Seeds.

#### Con Current 93
En 1996 Nick Cave colaboró con la banda Current 93, principalmente en el álbum All the Pretty Little Horses: allí canta la canción del mismo nombre y en otras canciones de este álbum lee extractos del libro Pensamientos de Blaise Pascal.

#### ConPj Harvey
Fueron una de las parejas más importantes en la historia del rock de los 90's y después de algunos años de relación, se separaron sin más, pero la relación dejó dos canciones que se volvieron trascendentales en la carrera de Nick, Into My Arms del décimo álbum de estudio que saldría en 1997 y la participación icónica de Henry Lee contenida en el álbum Murder Ballads de 1996. 

#### Con Barry Adamson
Nick Cave participa en el álbum de 1996 Oedipus Schmoedipus, de Barry Adamson, antiguo bajista de The Bad Seeds, cantando uno de los temas finales: The Sweetest Embrace.

#### Con Johnny Cash
En 2000 Johnny Cash, uno de los héroes personales de Nick Cave, hizo una versión de The Mercy Seat en el álbum American III: Solitary Man, tal vez en pago a las versiones que Nick hizo de Muddy Water, The Singer y Long Black Veil. Cave fue invitado después a ser uno de los músicos que contribuirían con la retrospectiva en The Essential Johnny Cash un álbum lanzado para coincidir con el 70.º cumpleaños del cantautor estadounidense. Este y Cave cantaron un dueto para una versión de la canción de Hank Williams I'm So Lonesome I Could Cry para el álbum American IV: The Man Comes Around (2002). Asimismo, grabaron un dueto para la canción tradicional Cindy, que fue lanzado después de la muerte de Cash en la colección Johnny Cash: Unearthed.

#### Con Pulp
En 2003 Cave grabó una versión de la canción "Disco 2000" de la banda británica Pulp como cara B para el sencillo Bad Cover Version.

#### Con Marianne Faithfull
En 2004, Cave participó con la veterana Marianne Faithfull en su álbum Before The Poison. Para este coescribió y produjo tres canciones: "Crazy Love", "There Is a Ghost" y "Desperanto"; los músicos de The Bad Seeds tocaron en todas ellas.

#### ConKylie Minogue
En el disco Ultimate Kylie interpreta su tema «Where the Wild Roses Grow» con la también australiana Kylie Minogue.

### Nick Cave y el cine
La música de Nick Cave (solo o con su banda) ha sido incluida en varias de las películas de Wim Wenders': Wings of Desire (Cave aparece en esta película, interpretándose a sí mismo en una presentación en vivo), Until the End of the World, Faraway... So Close! y Soul of a Man, un documental sobre la música blues producido por Martin Scorsese. Cave también actuó en la película independiente Ghosts... of the Civil Dead (1989), escrita y dirigida por John Hillcoat. También apareció como actor en la película Johnny Suede (1991), compartiendo la pantalla con Brad Pitt.
Algunas otras canciones de Nick Cave han aparecido en bandas sonoras de varias películas.
Mostrando un creciente interés en el cine, Nick Cave escribió el guion y la música para The Proposition, un western de magnitudes líricas y poéticas sobre amor y violencia en el outback australiano. La película fue dirigida por John Hillcoat y en ella actúan Guy Pearce, Ray Winstone, Danny Huston, John Hurt, David Wenham y Emily Watson. Fue filmada en Queensland en 2004. Se ha presentado desde octubre de 2005, logrando elogios de la crítica.
En 2007, Cave escribió la banda sonora de la película de Andrew Dominik, El asesinato de Jesse James por el cobarde Robert Ford junto a su compañero Warren Ellis, donde también apareció en un pequeño papel en el filme interpretando a un músico que canta La balada de Jesse James.
En 2009, Cave volvió (junto a Ellis) a escribir la banda sonora de la película The Road, dirigida por John Hillcoat, amigo y colaborador de Cave.
En 2010 su canción "O Children" es la banda sonora de Harry Potter y las Reliquias de la Muerte: parte 1. Es el tema musical que suena en una vieja radio, y que Harry y Hermione bailan en su tienda de campaña, para así olvidarse de los problemas que conciernen a Voldemort y sus mortífagos, mientras escapan de ellos.
En 2013 aparece "Into My Arms" en la encantadora comedia romántica de viajes en el tiempo "About Time" (Una cuestión de tiempo), dirigida y escrita por Richard Curtis. Sonará en una de las escenas más emotivas de este film, el funeral del padre de Tim Lake, el protagonista.
En 2015 como presentación y despedida con la canción ·Red Right Hand", en la tercera temporada de la increíble serie Peaky Blinders.
Además, en el mismo año, pueden escucharse unas interpretaciones de dos de sus canciones en la película "The Lobster" (La Langosta) dirigida por el cineasta Yorgos Lanthimos. La primera de ellas es "Something's Gotten Hold Of My Heart", originalmente grabada por David and Jonathan, la cual presentó en su álbum de covers "Kicking Against the Pricks"(1986). La segunda es "Where the Wild Roses Grow" que canta junto a Kylie Minogue en "Murder Ballads" (1996).